# Kent (graafschap)
Kent is een shire-graafschap (non-metropolitan county OF county) in de Engelse regio South East England en telt 1,6 miljoen inwoners. De oppervlakte bedraagt 3545 km2. De hoofdstad is Maidstone.
Het landschap is heuvelachtig en door de schoonheid ervan wordt Kent ook wel 'de tuin van Engeland' genoemd. Een groot deel wordt gevormd door de kalkrug de North Downs, die in het oosten uitloopt in de bekende krijtrotsen van Dover.
Door de uitbreiding van de agglomeratie Londen is het noordwesten van het graafschap sterk verstedelijkt en het inwonertal toegenomen.
In de vroege middeleeuwen was het Koninkrijk Kent een koninkrijk van de Juten, een van de zeven rijken die wel bekendstaan als de heptarchie. De naam is afgeleid van het Brythonische woord "cantus", dat rand of grens betekent. De naam had betrekking op de oostelijkste rand. Julius Caesar noemde het gebied in 51 BC "Cantium", naar het volk der Cantiaci. Het westelijkste deel van het huidige Kent werd in diezelfde tijd bewoond door de Regnenses, een volk dat nog in de ijzertijd leefde.
Rond 600 stuurde Gregorius de Grote een groep missionarissen onder leiding van Augustinus van Tarsis. Dezen bekeerden koning Ethelbert en stichtten het bisdom Canterbury, en later het bisdom Rochester.

## Overzicht districten
| Lokaal bestuurde gebieden en plaatsen | Lokaal bestuurde gebieden en plaatsen |
| Nr.                                   | District/Unitary                      |
| ------------------------------------- | ------------------------------------- |
| 1                                     | Sevenoaks                             |
| 2                                     | Dartford                              |
| 3                                     | Gravesham                             |
| 4                                     | Tonbridge and Malling                 |
| 5                                     | Medway (unitary authority)            |
| 6                                     | Maidstone                             |
| 7                                     | Tunbridge Wells                       |
| 8                                     | Swale                                 |
| 9                                     | Ashford                               |
| 10                                    | Canterbury                            |
| 11                                    | Shepway                               |
| 12                                    | Thanet                                |
| 13                                    | Dover                                 |

| Detailkaart |
| ----------- |
|             |

## Plaatsen
- Ashford, Aylesford, Allhallows-on-Sea
- Bearsted, Broadstairs, Biddenden
- Canterbury, Charing, Chatham, Cliffe at Hoo, Cranbrook, Crockenhill
- Dartford, Deal, Detling, Dover, Dunton Green, Dymchurch
- Eythorne, Edenbridge, Eastry
- Faversham, Folkestone
- Gillingham, Gravesend, Greenhythe
- Hartley-Cranbrook, Hartley-Longfield, Hawkhurst, Herne, Herne Bay, Higham, High-Halstow, Hollingbourne, Hythe
- Kemsing
- Langley, Leigh, Linton, Lydd
- Maidstone, Manston, Marden, Margate, Marsh Green, Martin, Martin Mill, Minster-in-Thanet, Minster-in-Sheppey, Maxton, Monkton
- Nettlestead, Nettlestead Green, New Ash Green, New Romney, Northfleet
- Otford
- Paddock Wood, Pembury, Penshurst, Postling
- Queenborough
- Ramsgate, Reculver, Rochester
- Sandwich, Seal, Sevenoaks, Sheerness, Shoreham, Sittingbourne, Stone, Sturry, Swanley
- Tenterden, Thurnham, Tonbridge, Tunbridge Wells
- Upnor, Upchurch
- Walmer, Westerham, Whitstable, Westbrook

## Vervoer
Kent ligt van alle Engelse graafschappen het dichtst bij het Europese vasteland en is daarom de aankomstplaats van diverse veerdiensten, met name in het district Dover. Ook de Engelse toegang tot de Kanaaltunnel bevindt zich in Kent, nabij Folkestone.
Kent International Airport, de luchthaven van het graafschap bevindt zich in Manston.

## Bezienswaardigheden
| - Kathedraal van Canterbury - Chatham Historic Dockyard - Leeds Castle - Sissinghurst | - Penshurst Place - Hever Castle - Scotney Castle - Chartwell | - Bodiam - Batemans - Pashley Manor Gardens - Finchcocks | - Bedgebury National Pinetum & Forest - The Pantiles - Royal Tunbridge Wells - Turner Contemporary - Margate - Romney, Hythe and Dymchurch Railway. |

## Afkomstig uit Kent
| - William Pitt de Jongere (1759-1806), politiek leider - Anna Atkins (1799-1871), botanicus en fotografiepionier - Len Hurst (1871-1937), atleet - Siegfried Sassoon (1886-1967), schrijver/dichter | - Edward Heath (1916-2005), eerste minister - Mick Jagger (1943), zanger The Rolling Stones - Keith Richards (1943), gitarist (The Rolling Stones) | - Paul Ritter (1966-2021), acteur - Marcus Sedgwick (1968-2022), (kinderboeken)schrijver, illustrator en muzikant - Liv Boeree (1984), pokerspeelster - Samantha Colley (1989), actrice (Genius) - Christopher O'Shea (1992), acteur |

Bedfordshire · Berkshire · City of Bristol · Buckinghamshire · Cambridgeshire · Cheshire · Cornwall · Cumbria · Derbyshire · Devon · Dorset · Durham · East Riding of Yorkshire · East Sussex · Essex · Gloucestershire · Greater London · Greater Manchester · Hampshire · Herefordshire · Hertfordshire · Isle of Wight · Kent · Lancashire · Leicestershire · Lincolnshire · City of London · Merseyside · Norfolk · Northamptonshire · Northumberland · North Yorkshire · Nottinghamshire · Oxfordshire · Rutland · Shropshire · Somerset · South Yorkshire · Staffordshire · Suffolk · Surrey · Tyne and Wear · Warwickshire · West Midlands · West Sussex · West Yorkshire · Wiltshire · Worcestershire
Overig: Stedelijke en niet-stedelijke graafschappen · Traditionele graafschappen
Bath and North East Somerset* · Bedfordshire · Berkshire · Blackburn & Darwen* · Blackpool* · Bournemouth* · Brighton & Hove* · Bristol* · Buckinghamshire · Cambridgeshire · Cheshire · Cornwall · Cumbria · Darlington* · Derby* · Derbyshire · Devon · Dorset · Durham · East Riding of Yorkshire* · East Sussex · Essex · Gloucestershire · Greater London · Greater Manchester · Halton* · Hampshire · Hartlepool* · Herefordshire* · Hertfordshire · Hull* · Isle of Wight* · Kent · Lancashire · Leicester* · Leicestershire · Lincolnshire · Luton* · Medway* · Merseyside · Middlesbrough* · Milton Keynes* · Norfolk · Northamptonshire · Northumberland · North East Lincolnshire* · North Lincolnshire * · North Somerset* · North Yorkshire · Nottingham* · Nottinghamshire · Oxfordshire · Peterborough* · Plymouth* · Poole* · Portsmouth* · Redcar & Cleveland* · Rutland* · Shropshire · Somerset · Southend-on-Sea* · Southampton* · South Gloucestershire* · South Yorkshire · Staffordshire · Stockton-on-Tees* · Stoke-on-Trent* · Suffolk · Surrey · Swindon* · Telford & Wrekin* · Thurrock* · Torbay* · Tyne & Wear · Warrington* · Warwickshire · West Midlands · West Sussex · West Yorkshire · Wiltshire · Worcestershire · York* 
Overig: Ceremoniële graafschappen · Traditionele graafschappen
Bedfordshire · Berkshire · Buckinghamshire · Cambridgeshire · Cheshire · Cornwall · Cumberland · Derbyshire · Devon · Dorset · Durham · Essex · Gloucestershire · Hampshire · Herefordshire · Hertfordshire · Huntingdonshire · Kent · Lancashire · Lincolnshire · Leicestershire · Middlesex · Norfolk · Northamptonshire · Northumberland · Nottinghamshire · Oxfordshire · Rutland · Shropshire · Somerset · Staffordshire · Suffolk · Surrey · Sussex · Warwickshire · Westmorland · Wiltshire · Worcestershire · Yorkshire
Overig: Stedelijke en niet-stedelijke graafschappen · Traditionele graafschappen